# 毛利広包
毛利 広包（もうり ひろかね、元禄元年8月4日（1688年8月29日） - 元文2年4月23日（1737年5月22日））は、長州藩一門家老である吉敷毛利家の5代当主。
父は毛利就直。兄は毛利広政。正室は益田就賢の娘。継室は福原広俊養女（福原俊応の娘）。子は毛利元直、於茂佐（堅田元武室）ら。通称は清三郎、伊豆。

## 生涯
元禄元年（1688年）、一門家老・毛利就直の五男として生まれる。兄の広政が父の実家右田毛利家を相続したため、吉敷家の嫡男となり、宝永7年（1710年）に家督を相続した。兄・広政同様、藩主毛利吉広より偏諱の授与を受けて広包と名乗る。以後、吉広・吉元・宗広の3代の藩主に仕え、国許留守居役、加判役（家老）を務めた。享保4年（1719年）、朝鮮通信使来朝の際に接待役を務める。享保14年（1729年）、吉元の世子・毛利維広の江戸城登城の供をして将軍・徳川吉宗に拝謁する（維広は吉宗の1字を受けて宗広と改名）。
元文2年（1737年）4月23日死去。享年50。家督は嫡男の元直が相続した。